# أنتوني برايزات
أنتوني برايزات (بالفرنسية: Anthony Braizat)‏ (16 أغسطس 1977 في سانت رافاييل) لاعب كرة قدم فرنسي يلعب حاليا في نادي درجة التحدي سيرفيت السويسري في خط الوسط .

## وصلات خارجية
- أنتوني برايزات على موقع قاعدة بيانات كرة القدم.إي يو (الإنجليزية)
- أنتوني برايزات على موقع Soccerway.com (الإنجليزية)
- أنتوني برايزات على موقع عالم كرة القدم.نت (الإنجليزية)
- أنتوني برايزات على موقع GSA (الإنجليزية)